# アウストロバイレヤ目
|  | アムボレラ目 スイレン目 アウストロバイレヤ目 センリョウ目 カネラ目 コショウ目 クスノキ目 モクレン目 ショウブ目 オモダカ目 ヤマノイモ目 タコノキ目 ユリ目 キジカクシ目 ダシポゴン科 ヤシ目 イネ目 ツユクサ目 ショウガ目 マツモ目 キンポウゲ目 アワブキ科 ヤマモガシ目 ツゲ目 ヤマグルマ目 グンネラ目 ハマビシ目 ニシキギ目 キントラノオ目 カタバミ目 マメ目 バラ目 ウリ目 ブナ目 フウロソウ目 フトモモ目 クロッソソマ目 ムクロジ目 フエルテア目 アブラナ目 アオイ目 ブドウ目 ユキノシタ目 ビワモドキ科 ベルベリドプシス目 ビャクダン目 ナデシコ目 ミズキ目 ツツジ目 ガリア目 リンドウ目 シソ目 ナス目 モチノキ目 セリ目 キク目 マツムシソウ目 |

アウストロバイレヤ目（アウストロバイレヤもく）（アウストロべイレヤ目、アウストロべイレア目、学名: Austrobaileyales）は被子植物の目の1つである。和名としてはシキミ目を充てることもある。常緑性または落葉性の木本であり、直立またはつる性となる。精油細胞をもち、芳香を放つものが多い。不特定多数の花要素がらせん状についた花をつける（図1）。北米南東部、東アジアから東南アジア、メラネシア、オーストラリア東部に分布し、5属約90種が知られている。マツブサ科のトウシキミ（八角、スターアニス）やチョウセンゴミシは飲食用や生薬とされ、また日本ではシキミが仏事に広く用いられている。
マツブサ科（シキミ科 Illiciaceae を含む）、トリメニア科（Trimeniaceae）、アウストロバイレヤ科（Austrobaileyaceae）の3科を含み、これらの頭文字から「ITA群」ともよばれる。アウストロバイレヤ目と同じ範囲の分類群に対して、シキミ目の名を用いている例もある。
アウストロバイレヤ目は被子植物の中の初期分岐群の1つであり、現生種の中ではアンボレラ目（Amborellales）、スイレン目（Nymphaeales）に次いで3番目に他と分かれたグループであると考えられている。アウストロバイレヤ目を含むこの3目が被子植物の最初期分岐群であることは高い確度で示されており、それぞれの頭文字から「ANAグレード (ANA grade)」とよばれ（grade は段階群、側系統群のこと）、また前述の「ITA」を用いて「ANITA（）」ともよばれる。

## 特徴
アウストロバイレヤ目に属する植物は全て維管束形成層による二次成長を行う木本であり、直立するものや、他の木に巻き付くもの（つる性）がある。節は1葉隙性。ふつう常緑性であるが、マツブサ属 (マツブサ科) は落葉性。葉は互生または対生、単葉、葉柄をもち、葉脈は羽状（下図2）、気孔は不規則型または平行型。
花は放射相称であり、両性花、あるいは単性花で雌雄同株または雌雄異株。花被片は不特定多数、らせん状につき、萼片と花弁の分化はないが、ときに外側から内側へ連続的な形態変異を示す（下図3a, b）。雄しべはふつう不特定多数、らせん状につき、花糸は糸状で細いもの（トリメニア科）から扁平で葉状なもの（アウストロバイレヤ科; 下図3b）まである。雌しべを構成する心皮は離生（離生心皮）、嚢状心皮、トリメニア科ではふつう1個だが、他では不特定多数の心皮がらせん状（シキミ属では輪生状; 下図3a）についている（下図3a, b）。果実はふつう液果だが（下図3c）、シキミ属（マツブサ科）では袋果。
上記のようにアウストロバイレヤ目に共通する形質は見られるが、その多くはおそらく共有原始形質であり、明瞭な共有派生形質は見つかっていない。

## 系統と分類
マツブサ科やシキミ科、トリメニア科、アウストロバイレヤ科は、古くから原始的な被子植物であると考えられ、モクレン目やクスノキ目に分類されていた（マツブサ科とシキミ科は独自のシキミ目に分類されることもあった）。ただしこれらの間に明瞭な類縁関係が認められていたわけではない。
20世紀末以降の分子系統学的研究により、これらの科が単系統群を形成し、被子植物の初期分岐群の1つであることが示された。その後、この系統群にはアウストロバイレヤ目の名が充てられるようになった。現生被子植物の中では、最初にアンボレラ目、次にスイレン目が分岐し、3番目にアウストロバイレヤ目が他と分かれたと考えられている（APG III系統樹参照）。
上記のようにアウストロバイレヤ目の中にはマツブサ科、シキミ科、トリメニア科、アウストロバイレヤ科が認識されていた。ただし、このうちマツブサ科とシキミ科は明らかに近縁であり、共通する特徴も多いため1つの科（広義のマツブサ科）にまとめることが提唱され、2020年現在ではこれが一般的となっている。そのため、2020年現在では、ふつうアウストロバイレヤ目の中にマツブサ科、トリメニア科、アウストロバイレヤ科の3科を分類している (下表1)。この3科の中では、アウストロバイレヤ科が最初に分岐し、トリメニア科とマツブサ科が姉妹群であるとする仮説が示されることが多い（下図4）。ただし一部の研究では、最初にトリメニア科が分岐したとする仮説が示されることがある。
|  | アウストロバイレヤ科                                        |
|  |                                                             |
|  | \| \| トリメニア科 \| \| \| \| \| \| マツブサ科 \| \| \| \| |
|  |                                                             |
|  | トリメニア科                                                |
|  |                                                             |
|  | マツブサ科                                                  |
|  |                                                             |

|  | トリメニア科 |
|  |              |
|  | マツブサ科   |
|  |              |

|  | アウストロバイレヤ科                                        |
|  |                                                             |
|  | \| \| トリメニア科 \| \| \| \| \| \| マツブサ科 \| \| \| \| |
|  |                                                             |
|  | トリメニア科                                                |
|  |                                                             |
|  | マツブサ科                                                  |
|  |                                                             |

|  | トリメニア科 |
|  |              |
|  | マツブサ科   |
|  |              |

|  | アウストロバイレヤ科                                        |
|  |                                                             |
|  | \| \| トリメニア科 \| \| \| \| \| \| マツブサ科 \| \| \| \| |
|  |                                                             |
|  | トリメニア科                                                |
|  |                                                             |
|  | マツブサ科                                                  |
|  |                                                             |

|  | トリメニア科 |
|  |              |
|  | マツブサ科   |
|  |              |

|  | アウストロバイレヤ科                                        |
|  |                                                             |
|  | \| \| トリメニア科 \| \| \| \| \| \| マツブサ科 \| \| \| \| |
|  |                                                             |
|  | トリメニア科                                                |
|  |                                                             |
|  | マツブサ科                                                  |
|  |                                                             |

|  | トリメニア科 |
|  |              |
|  | マツブサ科   |
|  |              |

表1. アウストロバイレヤ目の分類体系
- アウストロバイレヤ目　Austrobaileyales Takht. ex Reveal (1992)
  - アウストロバイレヤ科　Austrobaileyaceae Croizat (1943)
1属1種 (Austrobaileya scandens) のみ
  - トリメニア科　Trimeniaceae Gibbs (1917)
1属 (Trimenia) 約8種
  - マツブサ科　Schisandraceae Blume (1830)
3属約80種; シキミ属 (約37種)、サネカズラ属 (約17種)、マツブサ属 (約26種)